# Ogden Nash
Frederic Ogden Nash (Rye, Nova York, 19 de agosto de 1902 – Baltimore, 19 de maio de 1971) foi um poeta estadunidense conhecido por sua poesia humorística.
O New York Times o chamou "Ogden Nash, cujo verso divertido com suas rimas não convencionais fez dele o mais conhecido produtor de poesia humorística do país".
Ele morou durante muitos annos na cidade de Nova York e depois em Baltimore, onde morreu.